# RTL Group

Logotyp.

RTL Group (av Radio-Télé-Luxembourg) är ett av Europas största medieföretag vad gäller reklamfinansierad TV och radio med ägandeskap i 68 TV-stationer, åtta streamingplattformar och 31 radiostationer i 10 länder. Koncernen har TV-kanaler i Tyskland, Frankrike, Belgien, Nederländerna, Luxembourg, Schweiz, Spanien, Ungern, och Kroatien, samt produktionsbolag över hela världen.

## Historik
Man hette Compagnie Luxembourgeoise de Télédiffusion (CLT) fram till 1997, då det luxemburgska bolaget fusionerades med den tyska mediekoncernen UFA och bytte namn till CLT-UFA. Det nuvarande namnet togs 2000 efter den berömda radio- och tv-kanalen Radio-Télé-Luxembourg (RTL) grundad 1924, då bolaget slogs samman med brittiska Pearson TV. Under nollnolltalet har Bertelsmann kommit att bli dominerande ägare av RTL Group, som dock fortfarande har huvudsäte i Luxemburg.
Trots sin starkt kommersiella prägel har bolaget kvar vissa public-service-uppdrag i Luxemburg. Bland annat sänder man radio och tv på luxemburgiska. Bolaget har också kvarstannat som medlem i EBU under namnet CLT Multimedia.